# Facundo Domínguez
Facundo Sebastián Domínguez Brignoni (Montevideo, 15 de julio de 2007) es un futbolista uruguayo que juega como delantero en el Club Nacional de Football.

## Selección nacional
En octubre de 2024 integró la selección sub-20 de Uruguay para partidos amistosos. En mayo de 2025 fue convocado a la selección sub-18 de Uruguay para disputar un torneo internacional en Suiza.

## Estadísticas
Actualizado al último partido citado el 10 de junio de 2025.
| Selección         | Temporada         | Continental | Continental | Continental | Mundial | Mundial | Mundial | Amistosos | Amistosos | Amistosos | Total | Total | Total  |
| Selección         | Temporada         | Part.       | Goles       | Asist.      | Part.   | Goles   | Asist.  | Part.     | Goles     | Asist.    | Part. | Goles | Asist. |
| ----------------- | ----------------- | ----------- | ----------- | ----------- | ------- | ------- | ------- | --------- | --------- | --------- | ----- | ----- | ------ |
| Sub-20 · Uruguay  | 2024              | —           | —           | —           | —       | —       | —       | 3         | 1         | 0         | 3     | 1     | 0      |
| Sub-20 · Uruguay  | Total sel.        | 0           | 0           | 0           | 0       | 0       | 0       | 3         | 1         | 0         | 3     | 1     | 0      |
| Sub-18 · Uruguay  | 2025              | —           | —           | —           | —       | —       | —       | 4         | 2         | 0         | 4     | 2     | 0      |
| Sub-18 · Uruguay  | Total sel.        | 0           | 0           | 0           | 0       | 0       | 0       | 4         | 2         | 0         | 4     | 2     | 0      |
| Total selecciones | Total selecciones | 0           | 0           | 0           | 0       | 0       | 0       | 7         | 3         | 0         | 7     | 3     | 0      |